# Ursula (Vorname)
Ursula ist ein weiblicher Vorname.

## Herkunft und Bedeutung
Ursula ist lateinischen Ursprungs (von ursus ,Bär‘ mit weiblichem Diminutiv-Suffix -ula) und bedeutet eigentlich ,kleine Bärin‘. Es handelt sich vermutlich um eine Lehnübersetzung des keltischen Namens Artula (keltisch artos ,Bär‘), wie die zweisprachige Inschrift von Trier (CIL XIII 3909) zeigt. Zur Verbreitung des Namens trug die Verehrung der heiligen Ursula von Köln im Mittelalter bei. Die männliche Entsprechung ist der Vorname Urs.

## Verbreitung
Nach einer von Sara L. Uckelman aus Amsterdam aufgestellten Rangliste über die Häufigkeit von Mädchennamen im Deutschland des 15. Jahrhunderts standen der Name Ursula und die davon abgeleitete Koseform Ursel an 16. Stelle.
Laut einer Auswertung von Knud Bielefeld gehörte der Name Ursula in Deutschland zwischen 1920 und 1950 zu den häufigsten Vornamen und war zwischen 1923 und 1932 der beliebteste deutsche Mädchenname überhaupt. Danach und besonders seit den 1960er Jahren nimmt seine Verbreitung jedoch kontinuierlich ab.

## Namenstag

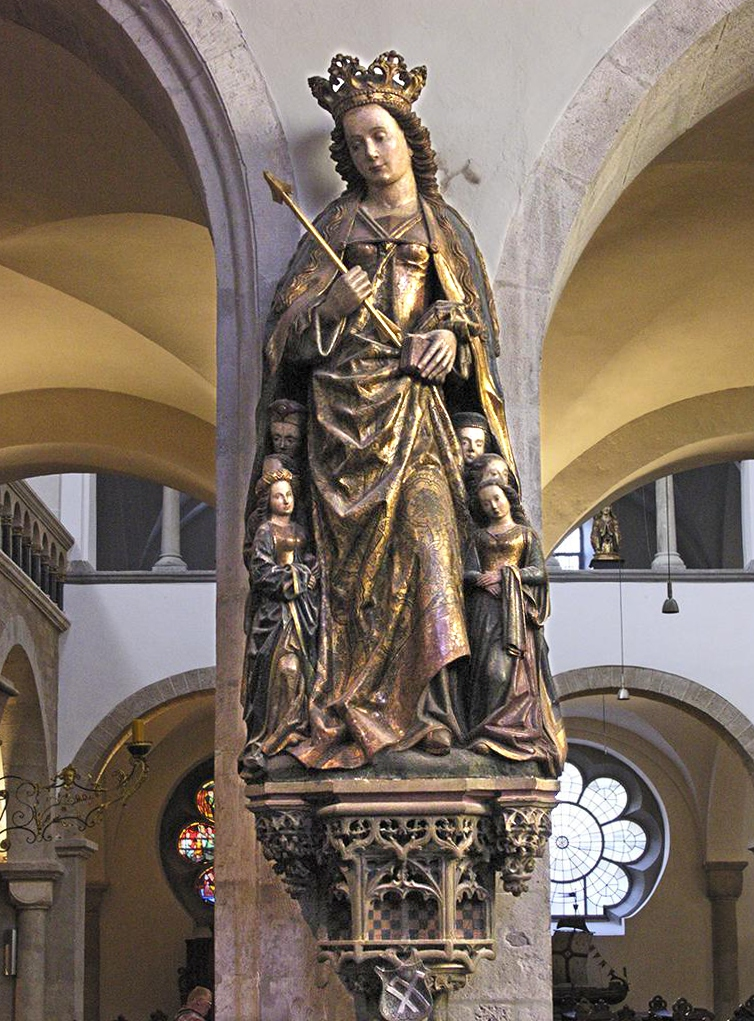
St. Ursula als Schutzmantelfigur

Der 21. Oktober gilt im Regionalkalender für das deutsche Sprachgebiet als nichtgebotener Gedenktag zu Ehren der heiligen Ursula. Aus dem Allgemeinen Römischen Kalender wurde das Fest der heiligen Ursula 1970 gestrichen, ist in Köln jedoch weiterhin Hochfest.
Bis zum Ursulatag sollte der Bauer die gesamte Ernte eingefahren haben. Für diesen Tag gibt es auch eine Wetterregel:
„Wie der Ursulatag anfängt, so soll der Winter beschaffen sein“.

## Schutzpatronin
- Die Stadt Köln hat die heilige Ursula als Schutzpatronin. Eine bedeutende Kirche in Köln – St. Ursula – ist ihr geweiht.
- Zu Ehren ihrer Schutzpatronin St. Ursula steht in Offenburg (Baden) eine große Ursula-Säule.
- St. Ursula (sainte Ursule) ist auch Schutzpatronin der Sorbonne, der bekanntesten und ältesten Universität von Paris.

## Varianten
- deutsch: Ulla, Urseken, Ursel, Ursela, Urselchen, Ursi, Uschi
- französisch: Ursule
- italienisch: Orsola
- polnisch: Ula, Urszula, Usia
- obersorbisch: Wórša
- rätoromanisch: Uorschla, Ursulina, Ursina
- tschechisch: Uršula (historisch: Voršila oder Vorschila)
- ungarisch: Orsolya, Orsi

## Namensträgerinnen

### Ursula
- Ursula Andress (* 1936), Schweizer Schauspielerin
- Ursula Basse-Soltau (1928–2017), deutsche Verlegerin und Autorin
- Ursula Maria Burkhart (* 1961), deutsche Schauspielerin
- Ursula Cantieni (1947–2023), schweizerisch-deutsche Schauspielerin
- Ursula Dirichs (1933–2022), deutsche Schauspielerin
- Ursula Disl (* 1970), deutsche Biathletin; bekannt als Uschi Disl
- Ursula Engelen-Kefer (* 1943), deutsche Gewerkschafterin
- Ursula Flacke (* 1949), deutsche Autorin und Kabarettistin
- Ursula Goldau (* 1950), deutsche Künstlerin
- Ursula Groden-Kranich (* 1965), deutsche Politikerin
- Ursula Haubner (* 1945), österreichische Politikerin
- Ursula Herrmann († 1981), deutsches Entführungsopfer; siehe Entführung von Ursula Herrmann
- Ursula Herking (1912–1974), deutsche Schauspielerin
- Ursula Karusseit (1939–2019), deutsche Schauspielerin
- Ursula Karven (* 1964), deutsche Schauspielerin
- Ursula Keller (* 1959), Schweizer Physikerin
- Ursula K. Le Guin (1929–2018), amerikanische Schriftstellerin
- Ursula Krone-Appuhn (1936–1988), deutsche Politikerin, Mitglied des Bundestages
- Ursula Lehr (1930–2022), deutsche Gerontologin und Politikerin
- Ursula Lenker (* 1963), deutsche Anglistin und Hochschullehrerin
- Ursula von der Leyen (* 1958), deutsche Politikerin
- Ursula Lillig (1938–2004), deutsche Schauspielerin und Hörspielsprecherin
- Ursula Lingen (1929–2014), deutsch-österreichische Schauspielerin
- Ursula Lübbe (1922–2016), deutsche Verlegerin
- Ursula Martinez (* 1966), britische Schauspielerin, Performance-Künstlerin und Kabarettistin
- Ursula März (* 1957), deutsche Literaturkritikerin, Publizistin und Autorin
- Ursula Münch (* 1961), deutsche Politikwissenschaftlerin und Hochschullehrerin
- Ursula Naumann (1945–2022), deutsche Schriftstellerin und Germanistin
- Ursula Noack (1918–1988), deutsche Schauspielerin
- Ursula Raue (* 1943), deutsche Rechtsanwältin und Mediatorin
- Ursula Renneke (* 1975), deutsche Schauspielerin
- Ursula Reutner (* 1975), deutsche Sprachwissenschaftlerin
- Ursula Rosenow (1920–1968), deutsche Tennisspielerin
- Ursula Schaefer (1947–2022), deutsche Anglistin und Linguistin
- Ursula Schultze-Bluhm (1921–1999), deutsche Malerin
- Ursula Spuler-Stegemann (* 1939), deutsche Islamwissenschaftlerin
- Ursula Stein (* 1951), deutsche Rechtswissenschaftlerin, Hochschullehrerin
- Ursula Weidenfeld (* 1962), deutsche Wirtschaftsjournalistin
- Ursula Wulfekamp (* 1955), deutsche Übersetzerin und Autorin
- Ursula Wyss (* 1973), Schweizer Politikerin

### Ursela
- Ursela Monn (* 1950), deutsche Schauspielerin

### Ursulina
- Ursulina Schüler-Witte (1933–2022), deutsche Architektin, siehe Ralf Schüler und Ursulina Schüler-Witte